# 疱瘡婆

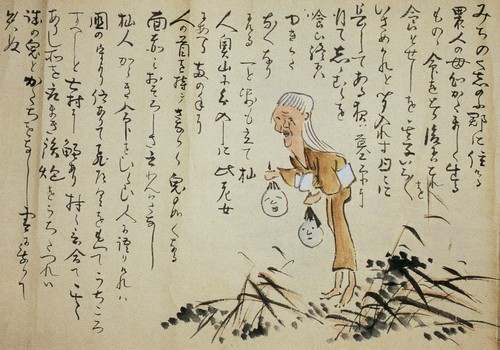
参考 : 著者不詳『ばけもの絵巻』にある陸奥国の鬼婆。生者を死なせたり墓を暴いたりして死体を食べたとあり、同じ東北地方の妖怪である本項の「疱瘡婆」と関連しているとの説がある。

疱瘡婆（ほうそうばばあ）は、江戸時代の女流文学者・只野真葛の著書『奥州波奈志』にある妖怪。宮城県に疱瘡（天然痘）を流行させ、病死した人間を食べたとされる。

## 概要
文化年間初期。七ヶ浜村大須（現・宮城郡）で疱瘡が大流行し、多くの病死者が出た。それと共に、病死者たちを葬った多くの墓が荒らされ、遺体が盗まれたり、何者かに食い散らかされるようになった。村人たちは遺体を土に深く埋めた上に大きな重石を乗せ、魔除けの祈祷をするなどしたが、それでもなお重石を取り除いた上で墓は荒らされた。
そのような事件が多発する内に、人々は「疱瘡婆という化け物がおり、死人を食べるために疱瘡を流行させて人々を病死させている」と噂し始めた。
そんなあるとき、村の名主の3人の息子が疱瘡で病死した。名主は我が子たちだけは疱瘡婆に食われまいと、十数人がかりで運ばせた大きな重石を塚に乗せ、夜は銃を持った猟師に番をさせた。初めは何事も起らなかったが、数日後の晩、化け物をおびき寄せようと猟師が灯りを弱めたところ、土を掘り返す音が聞こえてきた。猟師が忍び寄ると、相手は轟音と共に木々をなぎ倒して駆け去った。遺体は無事であり、それきり墓荒らしが起きることはなかった。
それから数年後のこと。町で買物中のある老女が山の方を眺めていたところ、突然驚いた様子で失神してしまった。人々に介抱されて気がついたものの、何事があったのかと訊ねられても何かを恐れている様子で、決して理由を話そうとはしなかった。
さらに数年後、老女がようやく重い口を開いた。あのとき、山に化物の姿を見たということだった。それは顔が赤く、頭が白髪で覆われ、身長が一丈（約3メートル）もある老婆のような姿で、あれこそ疱瘡婆と思った老女は恐怖のあまり失神してしまったということだった。